# Katip Sinan Celebi-moskén
Katip Sinan Qelebi-moskén (albanska: Xhamia e Çatip Sinanit), även känd som "Katip Çelebi" (turkiska: Sinan Katip Camii), ligger vid gatan Adem Jashari  i Prizren, Kosovo. Katip betyder "sekreterare" på turkiska. Den kan ha fått sitt namn efter Katip Çelebi, men den kan också ha namngetts efter Plaošnik-moskén i Ohrid, som fick sitt namn efter Sinaneddin Yusuf Çelebi, kortform Sinan Çelebi, från familjen Ohrizâde. Katip Sinan Qelebi Mosque byggdes förmodligen 1591. Den renoverades 1893–94 enligt en inskrift.